# Scott Malone
Scott Liam Malone (Rowley Regis, 25 marzo 1991) è un calciatore inglese, difensore o centrocampista del Crawley Town.